# Soundstation
La Soundstation est une salle de spectacle polyvalente de Liège. Sept ans après la fermeture, en 2015, Fabrice Lamproye cofonde une nouvelle salle de spectacle nommée "Reflektor"  dans les bâtiments des Bains de la Sauvenière sous la Cité miroir.

## Historique
En 1996, le bâtiment voyageurs de la gare de Jonfosse est racheté par Fabrice Lamproye, Denis Lamalle et Pascal Levenstond, qui le reconvertissent en un lieu culturel qu'ils dénomment la Soundstation. Le complexe, intégrant notamment un café, un restaurant « le Sway », une salle de concert, un studio d'enregistrement, des salles d'exposition et plusieurs salles multi fonctionnelles, devient un lieu incontournable de la vie culturelle et musicale de Liège avant d'être fermé en 2008 pour un différend entre les associés.